# Piron

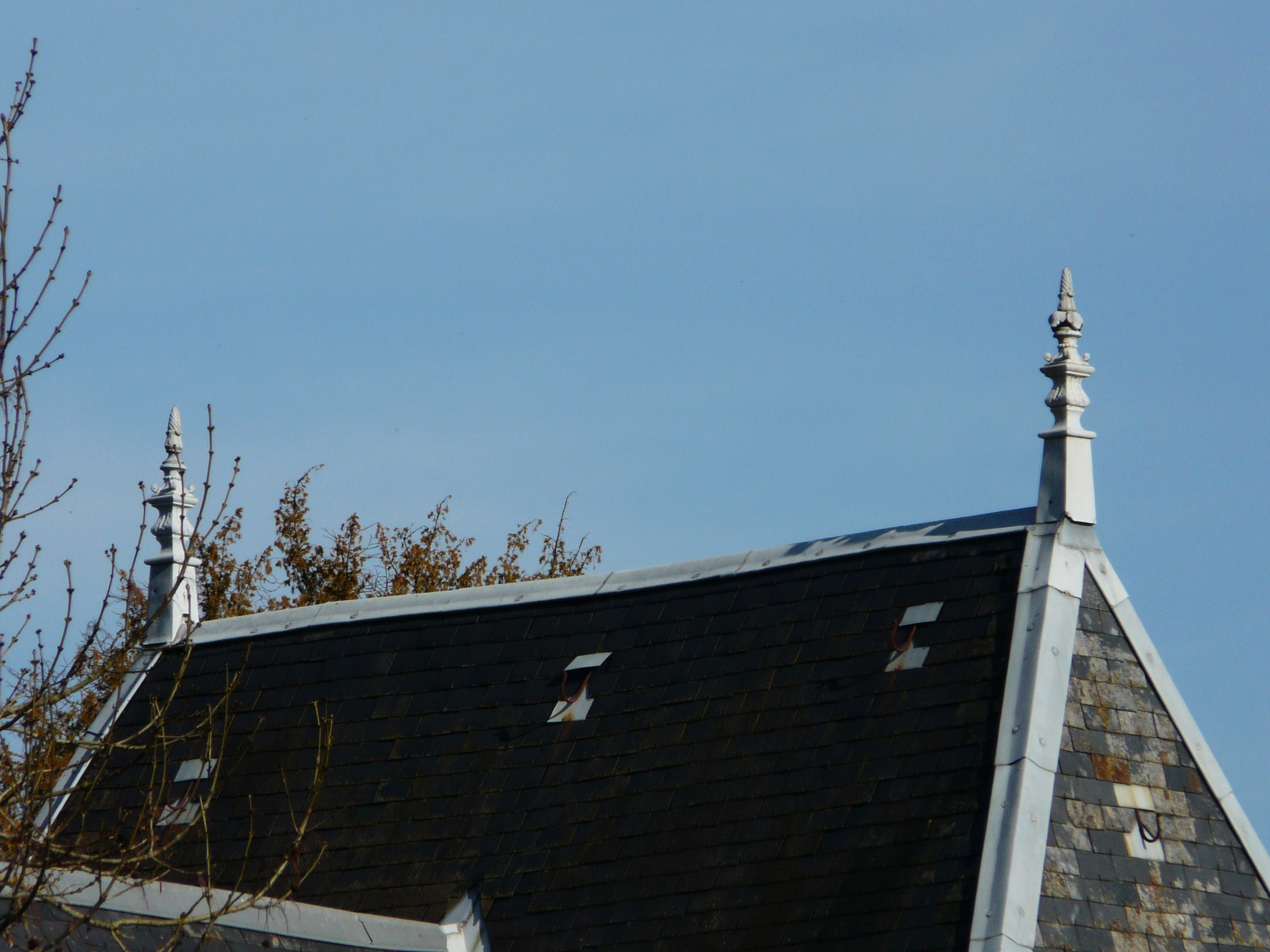
Twee puntige dakpirons

Een piron is een ornament op een markant punt van een bouwwerk, vaak in de vorm van een taps toelopende zuil met een of meerdere bolvormige figuren (bolpiron). De term grijpt in beginsel terug naar de loden of in klei gebakken afdekking op een boven het dak uitstekende koningsstijl of makelaar.  

## Etymologie
Vermoedelijk is de term piron een afgeleide van het Latijnse pirum (peer), een verwijzing naar de vorm van het ornament. In moderne literatuur wordt ook wel eens van dakpion (zonder r) gesproken. Onduidelijk is of dit een taalfout betreft, of dat het naar iets anders verwijst, zoals de stilistische vorm van pionnen in bordspellen, zoals een schaakpion.

## Dakpiron
Een piron op het uiteinde van een nok van een dak wordt ook wel een nokpiron of dakpiron genoemd. Het markeert de plek waar meerdere dakvlakken bij elkaar komen en kan ook dienen als bescherming van de onderliggende daknaden. Die komen met name voor bij dakdragende staanders (koningsstijlen) en makelaars die boven het dak uitsteken. Een dergelijke piron is vrijwel altijd van gebakken klei, lood, zink of koper. Bij deze laatste drie is het in de regel een metalen huid op een houten grondvorm. 
Het in het oog springende uiteinde van een schilddak of een wolfsdak dat versierd is met een piron wordt een piek genoemd.